# 郭噶利巴
郭噶利巴(梵文：Kokilipa)，印度大乘密宗人士，八十四成就者之一。

## 簡介
郭噶利巴原為岡巴拉城國王，由於無法忍受夏季的酷熱，到阿森拉樹林避暑，巧遇聖僧來到此樹林，國王供養了聖僧飲食之後，問聖僧佛法與王政的世俗法何者快樂，聖僧便向國王闡釋三毒及其禍害，並言王國實為三毒合和，因此國王馬上禮敬這位聖僧為上師，並向上師祈求教法。國王因此得到了上樂金剛的灌頂與教授。接著就將王國交給王子，專心依教導精進禪修，六個月之後獲得成就，以上師郭噶利巴之名廣為人知。在為眾生福祉努力之後，即以肉身進入空行淨土。